# イエンフォン県
イエンフォン県（イエンフォンけん、ベトナム語：Huyện Yên Phong / 縣安豐?）は、ベトナム社会主義共和国バクニン省の県。面積は96.9 km²、人口は183,600人（2018年）である。